# Jintan
Jintan (chinesisch 金坛区, Pinyin Jīntán Qū) ist ein chinesischer Stadtbezirk der bezirksfreien Stadt Changzhou in der Provinz Jiangsu. Die Fläche beträgt 976,3 Quadratkilometer und die Einwohnerzahl 551.991 (Stand: Zensus 2010).
Der Stadtbezirk ging 2015 aus der gleichnamigen kreisfreien Stadt hervor, der wiederum 1993 aus dem gleichnamigen Kreis Jintan gebildet wurde.
Die neolithische Sanxingcun-Stätte (三星村遗址,  Sānxīngcūn yízhǐ) steht seit 2006 auf der Liste der Denkmäler der Volksrepublik China (6-73).